# بورجومی
شهر بورجومی از زمان شوروی سابق، به دلیل آب های معدنی شورش معروف بوده است. بورجومی شهر تفریحی کوچکی است که در دره بسیار سبز کنار رود متکواری ساخته شده است. چنانچه به دنبال مقصدی جذاب و پر از آرامش و دنج و پیاده روی های طولانی در هوای بسیار پاک هستید، تور گرجستان و اقامت در شهر بسیار جذاب بورجومی، یکی از بهترین انتخاب ها برای شما خواهد بود.

### گذشته شهر بورجومی
سربازهای روس در سال ۱۸۱۰ این چشمه های آب گرم معدنی بهاره را کشف کردند. کنت Vorontsov یک دولتمرد روس بورجومی را تبدیل به یک اقامت گاه تفریحی کرد. که چند سال بعد در دهه آخر قرن نوزدهم میلادی هنگامی که دوک Mikhail Romanov برادر تزار الکساندر دوم یک کاخ مجلل در نزدیکی آن بنا کرد تبدیل به محلی رایج و محبوب میان مردم شد.

## طبیعت بی مانند
این شهر به دلیل داشتن چندین چشمه آب معدنی، معروف است و در واقع شهرت اصلی آن به همین دلیل می باشد. آب معدنی شهر بورجومی، خواص درمانی بسیاری دارد و به بیشتر از ۳۰ کشور جهان صادر می شود. ولیکن این موضوع را از یاد نبرید که آب های معدنی نباید تنها دلیل سفر شما به این شهر نیست، طبیعت و محل قرار گرفتن شهر و نیز هوای بسیار مطبوع آن هم از دیگر دلایل جذب توریست ها و گردشگران می باشد. این شهر به تنهایی از جاذبه های گردشگری گرجستان به شمار می رود.
آب‌های معدنی شور نیز در این منطقه نیز به وفور یافت میشوند و از دل زمین میجوشند و فستیوال‌های متعددی نیز در مکان آن‌ها برگزار میشود. بورجومی یک شهر کوچک و توریستی است که در کنار یک دره حاصلخیز و سرسبز و همینطور رودی پرآب قرار دارد و با داشتن فضای سبز عالی و همینطور مواردی نظیر چشمه‌های آب شور خروشان از زمین، دارای جذابیت خاصی برای مسافران شده است. البته اگر مسافران میخواهد که چشمه‌های بورجومی را پرآب ببینند بهتر است در فصل بهار به گرجستان بروند. البته آب‌های چشمه‌های بورجومی علاوه بر زیبایی دارای خواص درمانی نیز هستند و بسیاری از افراد هستند که برای درمان بیماری‌های مختلف به بورجومی میروند. از خواص درمانی آب‌های بورجومی همین حد میتوان گفت که به بسیاری از کشورهای جهان صادر میشوند. نمیتوان به صورت قطعی گفت اما کوه‌های قفقاز به طوری قرار گرفته‌اند که ممکن است این تفکر به وجود آید که بورجومی را احاطه کرده‌اند البته در این منطقه میتوانید جنگل‌های کاجی را پیدا کنید که در عکس‌های هوایی نقطه‌ای را با رنگی غیر از رنگ سبز باقی نگذاشته‌اند.
یکی از دیدنی‌های منطقه بورجومی موزه تاریخ محلی میباشد که بازدید کردن از آن خالی از لطف نیست. سازه و بنای این موزه متعلق به سال ۱۸۹۰ میلادی است و سبک معماری آن هم گوتیک است. در این موزه دیدنی‌های جالب بسیاری یافت میشود. از مشهورترین چیزهایی که در این موزه یافت میشود میتوان به اسلحه‌هایی اشاره کرد که قدمت آن‌ها به قرن ۵ پیش از میلاد بازمیگردد و یا سکه‌های باستانی و حتی وسایل و لوازم خانه رومانف‌ها.
بعد از بازدید از چشمه‌ها و موزه‌ها میتوانید به کاخ آبی فیروزه نیز سری بزنید که از بسیار زیبا و منحصر به فرد میباشد. کاخ فیروزه درست در ناحیه‌ای قرار دارد که پارک آب معدنی وجود دارد. آن چیز که باعث میشود این کاخ بسیار مورد توجه ایرانیان واقع شود این میباشد که در سال ۱۸۹۲ توسط سفر ایران ساخته شده است. معماری کاخ فیروزه تلفیق و ترکیبی است از معماری سنتی ایرانی، گرجی و حتی اروپایی.
پارک آب معدنی (Mineral Water Park) : به محض ورود به پارک ممکن است احساس مدرن بودن به پارک را داشته باشید، اما اشتباه نکنید، چرا که این پارک در میان قرن ۱۹ میلادی ساخته شده است. بیشتر بازدیدکنندگان پارک به منظور پر کردن شیشه هایشان از آب های گرم معدنی، به این مکان زیبا می آیند. در پارک ۴ شیر آب یا همان فلکه آب برای این منظور تعبیه شده است. این شیرهای آب در نزدیکی اولین چاه کشف شده در شهر قرار دارند. در پارک آب معدنی، چندین مجسمه و آبشار برای بازدید وجود دارند.

### کاخ آبی فیروزه |  Blue Place Firuza
فیروزه از زیباترین بناهای تاریخی شهر بورجومی است که در ورودی پارک آب معدنی قرار گرفته است. این کاخ در سال ۱۸۹۲ توسط سفیر ایران ساخته شد. این اثر یک بنای تاریخی فرهنگی خاص است. ساختمان ترکیبی از سازه های ایرانی، گرجستانی و اروپایی است.

### کاخ رومانف | Romanov’s Palace
کاخ رومانف قرن ۱۹ ساخته شد. درون کاخ تبدیل به نمایشگاهی شده است که شامل اجناس یونیکی مانند: میزی که ناپلئون به رومانوف هدیه داد، مبل هایی که هدیه پادشاه ایران بود و میز دست سازی که پیتر امپراطوری روسیه نوشته هایی رویش هک شده است. یک میز بیلیارد نیز در اتاق مخصوص بازی وجود دارد.
هنگام ورود به پارک ممکن است احساس مدرن بودن به شما دست بدهد اما اشتباه نکنید. این پارک در میان قرن ۱۹ میلادی ساخته شده است. بیشتر بازدید کنندگان پارک به اینجا می آیند تا بطری هایشان را پر از آب های گرم معدنی کنند. در پارک چهار شیر آب بدین منظور تعبیه شده است. این شیرها در نزدیکی اولین چاه کشف شده در شهر قرار دارند. در پارک چندین مجسمه و آبشار نیز برای دیدن وجود دارند.
شهرت اصلی شهر بورجومی به خاطر داشتن چندین چشمه آب معنی است که در فصل بهار پراز آب می شوند. آب معدنی معروف بورجومی که خواص درمانی نیز دارد به بیش از سی کشور جهان صادر می شود. اما آب های معدنی تنها دلیل سفر به این شهر نیستند بلکه محل قرار گرفتن آن بی نهایت زیباست. جنگل هایی سرسبز با درختان کاج سر به فلک کشیده که کوه های قفقاز دور آن ها، پیچیده شده اند.

### موزه تاریخ محلی | Museum Of Local History
ساختمان موزه به سبک گوتیک در سال ۱۸۹۰ ساخته شده است. درون موزه می توانید مجموعه ای از سلاح های برنزی مربوط به سال ها پیش از میلاد مسیح را ببینید. همچنین مجموعه عظیمی از سکه های رایج از قرن ۵ قبل از میلاد تا قرن ۱۰ میلادی، وسایل شخصی ساکنین خانه رومانف ها ظروف اروپایی و شرقی، اسلحه، نقاشی و آثار گرافیک را در کنار نمونه ای از دیدنی های طبیعی مانند فسیل درختان ببینید.
موزه تاریخ محلی (Museum Of Local History) : ساختمان موزه به سبک گوتیک، در سال ۱۸۹۰ بنا شده است. درون موزه می توانید مجموعه ای از سلاح های برنزی مرتبط با سال ها قبل از میلاد مسیح را مشاهده کنید. همچنین مجموعه عظیمی از سکه های رایج از قرن ۵ قبل از میلاد الی قرن ۱۰ میلادی، وسایل شخصی ساکنین خانه رومانف ها ظروف اروپایی و شرقی، اسلحه، آثار گرافیکی و نقاشی را در کنار نمونه ای از جاذبه های طبیعی، همانند فسیل درختان ببینید.
صومعه زارما (Zarma Monastery) : کلیسا و برج ناقوس زارما در قرن ۱۳ میلادی ساخته شده اند و متعلق به مسیحیان اورتودوکس قرون وسطی هستند. این امکان یکی از مهمترین نهادهای تاریخی در توسعه علمی فرهنگی منطقه است. نمای صومعه دارای دکوراسیون کاملی است و داخل آن تماماً نقاشی شده است. به غیر از نقاشی های مذهبی، چندین نقاشی پرتره از خانواده ژاکیل در قرن ۱۴ میلادی در این مکان وجود دارد. بعد از فتح منطقه توسط عثمانی ها در قرن ۱۶ میلادی، این صومعه متروکه و تقریباً نابود شد و تا اوایل قرن بیستم این وضعیت ادامه پیدا کرد. تا اینکه صومعه بازسازی شد. به هر حال برخی از ویژگی های منحصربه فرد و خاص آن در این اتفاقات و طی این جریانات از بین رفتند.
قلعه گرجی (Gogia’s Castle) : این قلعه که در شمال غربی شهر بورجومی قرار دارد و حوالی قرن ۱۴ میلادی ساخته شده است، متعلق به حکمرانان بورجومی لردهای فتودالی بوده است. این بنای تاریخی و بسیار زیبا امروزه Gogia Avalishvili نام دارد که از نام حکمرانان بورجومی لردهای فتودالی گرفته شده است.